# Halo (Lumix)
Halo è un singolo del disc jockey austriaco Lumix, pubblicato l'11 marzo 2022 su etichetta discografica Spinnin' Records. Il brano vede la partecipazione vocale della cantante austriaca Pia Maria.

## Descrizione
L'8 febbraio 2022 è stato confermato che l'emittente pubblica ORF ha selezionato Lumix e Pia Maria internamente come rappresentanti austriaci all'Eurovision Song Contest 2022. Halo è stato rivelato come loro brano eurovisivo e pubblicato in digitale il seguente 11 marzo. Nel maggio successivo Lum!x e Pia Maria si sono esibiti durante la prima semifinale della manifestazione europea, dove si sono piazzati al 15º posto su 17 partecipanti con 42 punti totalizzati, non riuscendo a qualificarsi per la finale.

## Tracce
Testi e musiche di Anders Nilsen, Gabriele Ponte, Luca Michlmayr, Rasmus Flyckt e Sophie Alexandra Tweed-Simmons.
1. Halo – 2:39

## Classifiche

### Classifiche settimanali
| Classifica (2022) | Posizione massima |
| ----------------- | ----------------- |
| Austria           | 6                 |
| Islanda           | 19                |
| Lituania          | 31                |

### Classifiche di fine anno
| Classifica (2022) | Posizione |
| ----------------- | --------- |
| Austria           | 60        |